# Pakistan ai Giochi della XV Olimpiade
Il Pakistan ha partecipato ai Giochi della XV Olimpiade, svoltisi ad Helsinki dal 19 luglio al 3 agosto 1952, con una delegazione di 38 atleti impegnati in 7 discipline, Non si è aggiudicato nessuna medaglia.